# Nolana crassulifolia
Nolana crassulifolia ist eine Pflanzenart aus der Gattung Nolana in der Familie der Nachtschattengewächse (Solanaceae), die in Südamerika entlang der Westküste vorkommt.

## Vorkommen und Habitat
Nolana crassulifolia ist in Chile, zwischen der Region Antofagasta und Valparaíso heimisch und dort sehr häufig. Mittlerweile gibt es, entlang der Küste, auch Vorkommen in Peru.
In Küstennähe wächst die strauchige Pflanze zwischen Felsen und ist in Höhen von bis zu 500 m anzutreffen. Nolana crassulifolia besiedelt auch trockene Standorte und toleriert eine Trockenzeit von drei bis fünf Monaten. Dabei werden halb sonnige Standorte bevorzugt, bei denen andere Vegetation einen Teil der Strahlung abfängt. Die frostempfindliche Pflanze ist in den USDA-Klimazonen 10 und 11 anzutreffen.

## Beschreibung

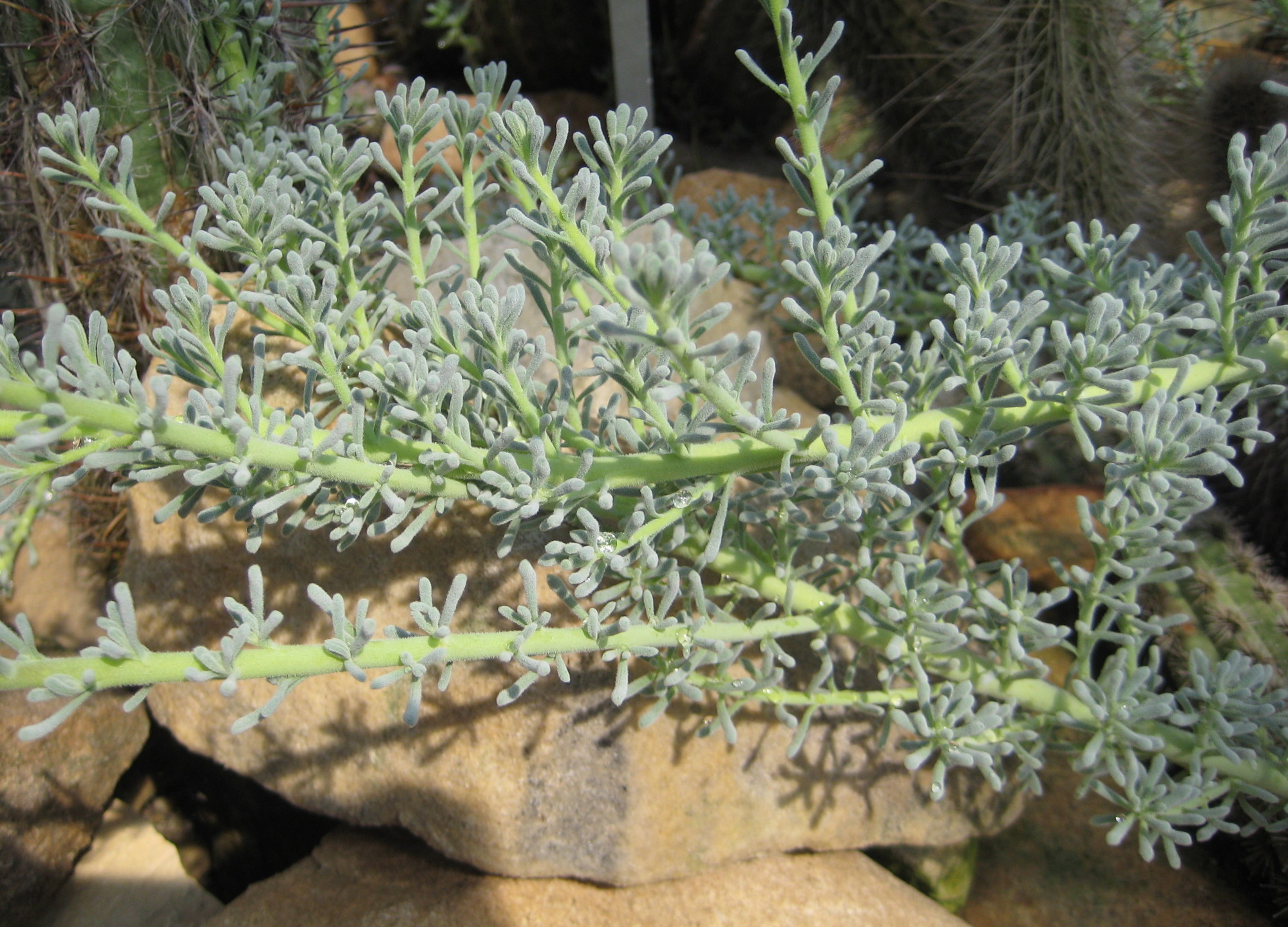
Nolana crassulifolia

Nolana crassulifolia ist ein bis zu 40 cm hoher, ausdauernder, weißlich-grauer Halbstrauch, der aufrecht oder niederliegend kriechend, halb verholzend wächst.
Die Laubblätter sind meist 4 bis 20, selten auch 3 bis 25 mm lang und stehen in Büscheln oder wechselständig. Sie sind blass grün, sukkulent, mehr oder weniger rundlich und linealisch bis linealisch spatelförmig. Sie sind mit kurzen, weißen, borstigen Trichomen behaart, auf der Unterseite sind sie oftmals deutlich mit einer längs verlaufenden Kerbe versehen. Der Blattrand kann zurückgebogen sein.
Die weißen Blüten stehen einzeln an meist 15 bis 20 mm langen, selten auch nur bis zu 3 mm langen Blütenstielen. Der Kelch ist 5 bis 7 mm lang, grau gefärbt, becherförmig und mit fünf etwa 3 mm langen, lanzettlichen Zähnen besetzt. Die Krone ist 0,7 bis 1,4 cm lang, weiß oder weißlich bis blass blau gefärbt und trichterförmig. Die Innenseite der Kronröhre ist behaart. Die Staubblätter sind ungleich geformt und etwa 6 bis 7 mm lang. An der Basis sind die Staubfäden behaart und normal verbreitert. Der Blütenboden ist becherförmig und besitzt einen geschwungenen Rand. Der Griffel ist gynobasisch, etwa 5 mm lang und damit kürzer als die Staubfäden. An der Spitze kann er verbreitert sein. Die Narbe ist köpfchenförmig.
An den Früchten sind die Blütenstiele zurückgebogen. Sie bestehen aus meist fünf bis neun, selten nur drei Teilfrüchten, die jeweils einen oder zwei Samen enthalten.

## Unterarten
Das internationale Biodiversitätsnetzwerk Global Biodiversity Information Facility gibt für Nolana crassulifolia Poepp. die beiden folgenden Unterarten an:
- Nolana crassulifolia subsp. revoluta (Ruiz & Pav.) Mesa
- Nolana crassulifolia subsp. crassulifolia